# John Wayne Gacy
John Wayne Gacy (Chicago, Illinois; 17 de marzo de 1942-Crest Hill, Illinois; 10 de mayo de 1994), conocido también como Pogo el Payaso o El Payaso Asesino, fue un asesino en serie y agresor sexual estadounidense que violó y mató a por lo menos 33 hombres jóvenes entre 1972 y 1978, en su mayoría menores. 
De sus 33 víctimas admitidas, 26 fueron enterradas en el semisótano de su propia casa, tres en diferentes lugares de la casa, y otras cuatro fueron lanzadas a un río cercano. Se le llamó "El payaso asesino" porque hacía servicios sociales en desfiles y fiestas para niños vestido de payaso, donde se hacía llamar "Pogo el payaso", personaje que creó él mismo.

## Biografía
John Wayne Gacy fue el único varón y el segundo de tres hijos nacidos de John Stanley Gacy (20 de junio de 1900-25 de diciembre de 1969), maquinista, y de Marion Elaine (4 de mayo de 1908-14 de diciembre de 1989).
Era de ascendencia polaca y danesa. Durante su infancia sufrió de obesidad. Estaba muy unido sentimentalmente a sus dos hermanas y a su madre (quien cariñosamente le llamaba "Johnny"), pero era castigado frecuentemente por su padre, un alcohólico que abusaba físicamente de la familia y que solía castigarlo pegándole con un cinturón de cuero. Además, abusaba físicamente de su madre, lo que le provocó a John un serio problema ya que, al entrar en la etapa de la adolescencia, tuvo problemas sexuales. 
Tanto en su infancia como en la adolescencia, se esforzaba por hacer que su padre se sintiera orgulloso de él, pero fueron pocas las veces que ganaba su aceptación. Su padre lo denigraba, llamándole a menudo «marica», «estúpido» y «niño de mamá». A los 9 años de edad, un amigo de la familia abusó sexualmente de él. Cuando tenía once, se golpeó la frente con un columpio y, como consecuencia, se le formó un coágulo de sangre en el cerebro que pasó desapercibido hasta la edad de 16 años, cuando comenzó a sufrir desmayos. 
Su padre pensó que esos episodios eran un intento de dar lástima y lo acusó de estar fingiendo. Se le recetaron medicamentos para disolver el coágulo. Asistió a 4 colegios diferentes, pero acabó abandonando cada uno de ellos y nunca se graduó. A la edad de 20 años, siguiendo el consejo de su padre, dejó su casa y se mudó a Las Vegas (Nevada), donde trabajó en una funeraria durante tres meses antes de volver a Chicago, donde se inscribió y se graduó en la Northwestern Business College. Allí sintió la necesidad de compartir lecho con un cadáver de la funeraria, muerto en un accidente. Tras el acto, regresó al domicilio de sus padres.
Obtuvo un puesto directivo mientras era aprendiz en la Compañía de Zapatos Nunn-Bush poco después de su graduación. En 1964, se mudó a Springfield (Illinois) para trabajar como vendedor. Allí conoció a su compañera Marlynn Myers, con la que se casó en septiembre de 1964. Después de terminar su periodo de aprendiz, ascendió a encargado del departamento. Fue muy activo en organizaciones de Springfield, donde se unió a la organización Jaycees y ascendió a vicepresidente en 1965.

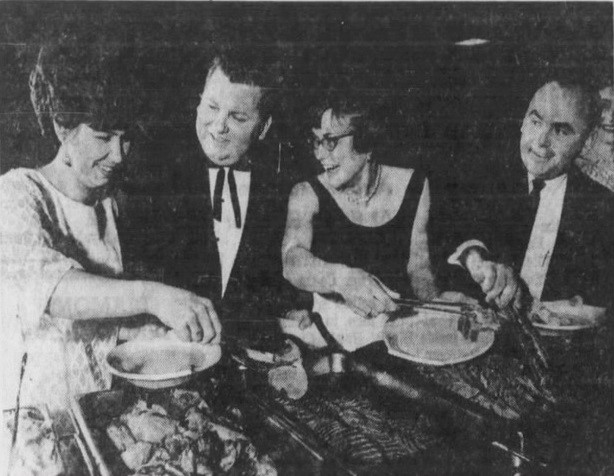
Gacy (segundo a la izquierda), fotografiado con su primera esposa (izquierda) en la fiesta de Navidad de Waterloo Jaycees de 1967.

Según un estudio del profesor de sociología de la Universidad de Alabama Dennis L. Peck, «John  contrajo nupcias en 1964, y debido a sus problemas sexuales, muy rara vez conseguía una erección y en una ocasión que la consiguió, engendró a su hija. Aquel año también tuvo su primera experiencia homosexual». Se mudó a Waterloo (Iowa), donde fue gerente de un restaurante de la cadena Kentucky Fried Chicken, perteneciente a la familia de su esposa.
Su primer matrimonio terminó después de ser detenido el 10 de mayo de 1968 y declarado culpable por abuso sexual a menores. Fue sentenciado a 10 años de prisión por este crimen, pero después de 18 meses recluido en la penitenciaría estatal de Anamosa salió en libertad condicional el 18 de junio de 1970, debido a su buen comportamiento. Después de abandonar la cárcel, se mudó nuevamente a Illinois, donde ocultó su registro criminal con éxito, hasta que la policía comenzó a investigarlo por los asesinatos posteriores. Desde que fue sentenciado en 1968, no pudo volver a ver nunca a su primera mujer ni a su hija biológica. Tampoco a su padre, pues murió el 25 de diciembre de 1969 de cirrosis hepática tras ingresar en el hospital el 17 de diciembre. Gacy no fue informado de su fallecimiento hasta después del funeral. 

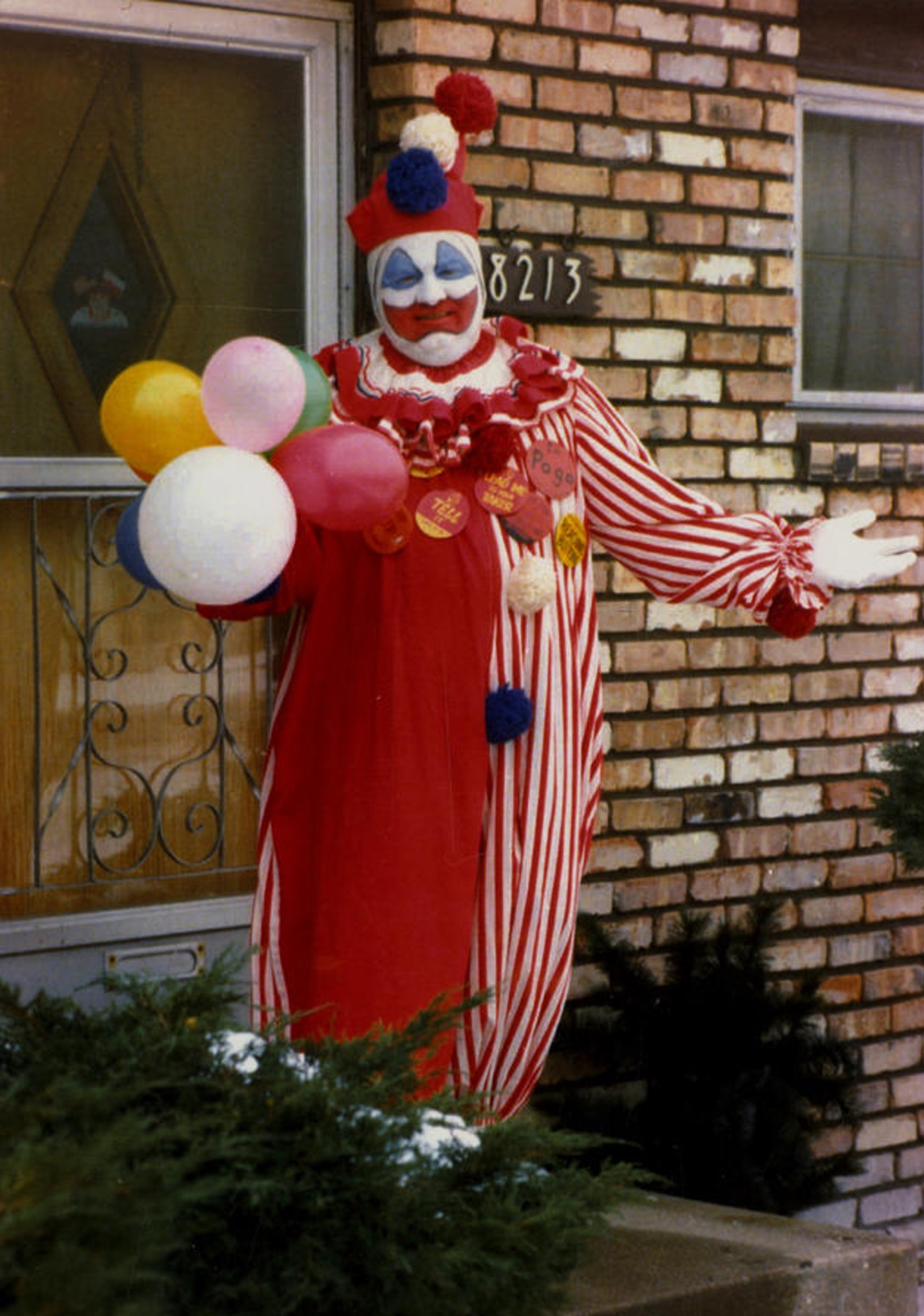
John Gacy afuera de su casa, vestido como Pogo el payaso en 1976

En 1971, compró una casa en una zona anónima de Norwood Park Township. Allí estableció su propio negocio dedicado a la construcción, PDM Contracting. La casa en la que residía fue demolida el 3 de mayo de 1979 y en 1982 se construyó otra en su lugar.
Se casó por segunda vez el 1 de julio de 1972 con Carole Hoff, una mujer divorciada que conoció en la secundaria, amiga de una de sus hermanas. Carol, junto a sus dos hijos, se mudaron con él. Su segundo matrimonio terminó cuando Carole Hoff se divorció de él en marzo de 1976. Esto le permitió usar su casa a todas horas para matar a jóvenes, libre de miradas. En los siguientes doce meses mató a 14 personas más. 
Se convirtió en un importante y respetado miembro de la comunidad. Además de su show como payaso, se hizo partícipe activo del Partido Demócrata como voluntario para limpiar las oficinas del partido. Finalmente se convirtió en vocal de mesa. 
En este puesto fue capaz de conocer, e incluso ser fotografiado, con la entonces primera dama Rosalynn Carter. De hecho, Carter autografió la fotografía: «Para John Gacy. Los mejores deseos». Durante la búsqueda en la casa de Gacy, después de ser arrestado, esta foto causó una vergüenza mayor al Servicio Secreto de los Estados Unidos, ya que en ella aparecía John con una chapa en su solapa que mostraba una letra "S", lo que significaba que el Servicio Secreto le había otorgado la autorización para acceder a información clasificada.

John Wayne Gacy y la primera dama de los Estados Unidos Rosalynn Carter el 6 de mayo de 1978.

En 1978 colabora con el Partido Demócrata pintando gratis sedes del partido. Dirigió el desfile de la Constitución polaca el 4 de mayo de 1978 y ganó peso en el ámbito político local.

## Crímenes explicados por el sentenciado
En julio de 1971 conoció a un joven, Michael Reed, que fue contratado por Gacy para su empresa de reformas, a cambio de alojamiento y sexo. Gacy lo golpeó con un martillo en la cabeza y el chico pudo escapar al día siguiente.
El 2 de enero de 1972 recogió a un chico de 16 años, Timothy McCoy. Al día siguiente lo mató a puñaladas en su propio domicilio y lo enterró bajo su casa, siendo el primer asesinato confeso de Gacy. Esto causaba malos olores y atraía moscas a su domicilio.
Hacia 1975, Carole Hoff ya sospechaba que las continuas ausencias nocturnas de su marido no eran por trabajo, sino para mantener relaciones sexuales con adolescentes en el sótano de su casa, aunque no imaginaba los crímenes que allí mismo se cometían. El 29 de julio de 1975, John Butkovitch, de 18 años, fue violado y estrangulado, tras una pausa delictiva de más de tres años. El posterior divorcio de Gacy, en marzo de 1976, le permitió tener más tiempo y más espacio para sus actividades delictivas, iniciando una dramática escalada de crímenes a un ritmo de uno cada tres o cuatro semanas.
En 1977, David Daniel, que por aquel entonces tenía 28 años, declaró que John Wayne Gacy le ofreció llevarlo a la estación de autobuses, pero Daniel rehusó. También dijo que Gacy era muy insistente, llegándole a pedir siete veces e incluso ofreciéndole marihuana. De las dos víctimas que fueron reportadas como "supervivientes", Daniel fue el único vivo para relatar el procedimiento de John Wayne Gacy, el cual consistía en atarlos, torturarlos de diversas formas, sodomizarlos y por último estrangularlos.
En junio de 1978 y tras asesinar a Timothy O'Rourke, de 20 años, tuvo que abandonar el cadáver en una zona fluvial del Río Illinois, a unos 80 km al sur de Chicago, ya que no cabían más cadáveres enterrados en la casa. El cadáver apareció con ropa interior metida a presión en su garganta. El 12 de noviembre apareció un segundo cuerpo apenas a 5 km del anterior en el mismo río. El cadáver fue identificado como Frank Landingin, un traficante de poca monta y chapero que vivía en la calle. Presentaba, como el anterior, lencería encajada en la garganta de la víctima.
Ninguna sospecha recayó en Gacy hasta el 12 de diciembre de 1978, cuando fue investigado después de la desaparición del adolescente de 15 años Robert Piest, a quien su compañera de trabajo vio por última vez camino a una entrevista de trabajo en casa de Gacy. Un registro en casa de John, en Norwood Park, reveló diversos artículos relacionados con otras desapariciones. Curiosamente fue arrestado días más tarde por tráfico de drogas.
El 22 de diciembre de 1978, Gacy acudió a sus abogados y confesó sus crímenes, harto de la constante vigilancia policial. Llegó incluso a decir que eran sus escoltas e invitarlos a su casa. Declaró haber asesinado por primera vez en enero de 1972, cuando al clavar el cuchillo en el cuerpo de un joven y ver como la sangre brotaba del cuerpo, sintió una sensación de excitación y esto comenzó a gustarle. También confesó haber matado a 33 individuos e indicó la ubicación de 29 de los cuerpos a la policía. Estaban enterrados en su propiedad. Llegó incluso a presentar a la policía un plano con la ubicación exacta de los cadáveres. Para el día 29 de diciembre de 1978, tras 6 días de excavaciones, la policía ya había desenterrado a 27 cuerpos. Las otras cuatro víctimas, dijo, las había arrojado al cercano río Des Plaines. 
Al menos una de las víctimas fue recogida en la estación de autobuses. Los individuos más jóvenes tenían solo catorce años y el mayor veintiuno. Siete de las víctimas nunca fueron identificadas. Los cuerpos fueron descubiertos desde diciembre de 1978 hasta abril de 1979, cuando la última víctima conocida, Robert Piest, fue hallada en el río Illinois.
En 1998, mientras se realizaban reparaciones en el estacionamiento trasero de la casa de la madre de Gacy, las autoridades encontraron restos de al menos cuatro personas más.
En 2010, se reabrió el caso. Desenterraron 8 de los cuerpos que a la fecha no habían podido ser identificados y gracias a los avances tecnológicos, se extrajo ADN de las víctimas y se pudo identificar a la víctima #19 como William George Bundy. Más tarde en 2017, se logró identificar a otro joven; víctima #24 James Byron Haakenson.
En 2021, se logró identificar a otra víctima de Gacy, Wayne Alexander. Al día de hoy quedan 5 víctimas de John Gacy sin identificar.

### Juicio y ejecución
El 6 de febrero de 1990 comenzó el juicio de Gacy en Chicago. Durante el juicio, se declaró inocente, alegando problemas de orden mental. Sin embargo, su testimonio fue rotundamente rechazado, ya que se le realizaron estudios, dando resultados negativos, es decir, que no tenía ni padecía de problemas mentales. Su abogado argumentó que John tenía lapsos de locura temporal en el momento de cada asesinato, pero antes y después, recobraba la normalidad para atraer y disponer de las víctimas.
En un momento del juicio, la defensa de Gacy intentó afirmar que los 33 asesinatos fueron muertes accidentales como parte de una asfixia erótica, pero el forense del condado de Cook demostró con evidencia que estas afirmaciones eran imposibles. Además, Gacy ya había confesado a la policía y era incapaz de suprimir tal evidencia.
John Wayne Gacy fue hallado culpable el 13 de marzo y fue sentenciado a varias cadenas perpetuas y varias penas de muerte.
Fue ejecutado por inyección letal el 10 de mayo de 1994.Sus últimas palabras, que revelan su personalidad y su no arrepentimiento por sus crímenes, fueron: «Matarme no hará regresar a ninguna de las víctimas. ¡El Estado me está asesinando! ¡Nunca sabrán dónde están los otros! ¡Bésenme el culo!».[cita requerida]

## Posibles explicaciones
Algunos señalan la pobre relación con su padre, alcohólico y abusador, un trauma en la cabeza y los consiguientes desmayos de su adolescencia como la base de sus actos. También se especula que la matanza de jóvenes era la expresión subconsciente del odio a sí mismo por su propia homosexualidad. A menudo declaró que se desinhibía en el momento del sexo. De todos modos, sus víctimas fueron mayoritariamente hombres heterosexuales y el atributo común entre ellos era la juventud.
Después de su ejecución, el cerebro de Gacy fue extraído. Actualmente es propiedad de la Dra. Helen Morrison, que entrevistó a John y a otros asesinos en serie en un intento por aislar los rasgos comunes en su personalidad.
Los abogados de Gacy contrataron a un psiquiatra forense para que examinara el cerebro de Gacy después de morir. Los resultados revelaron que no había anormalidades. El especialista afirmó que John no encajaba en ningún perfil psicológico propio de los asesinos en serie y que probablemente la razón de su actuación no se sabrá jamás. Durante el juicio, la Dra. Morrison apareció como testigo psiquiátrico y declaró que Gacy tenía «la estructura emocional de un infante».

## Gacy como artista

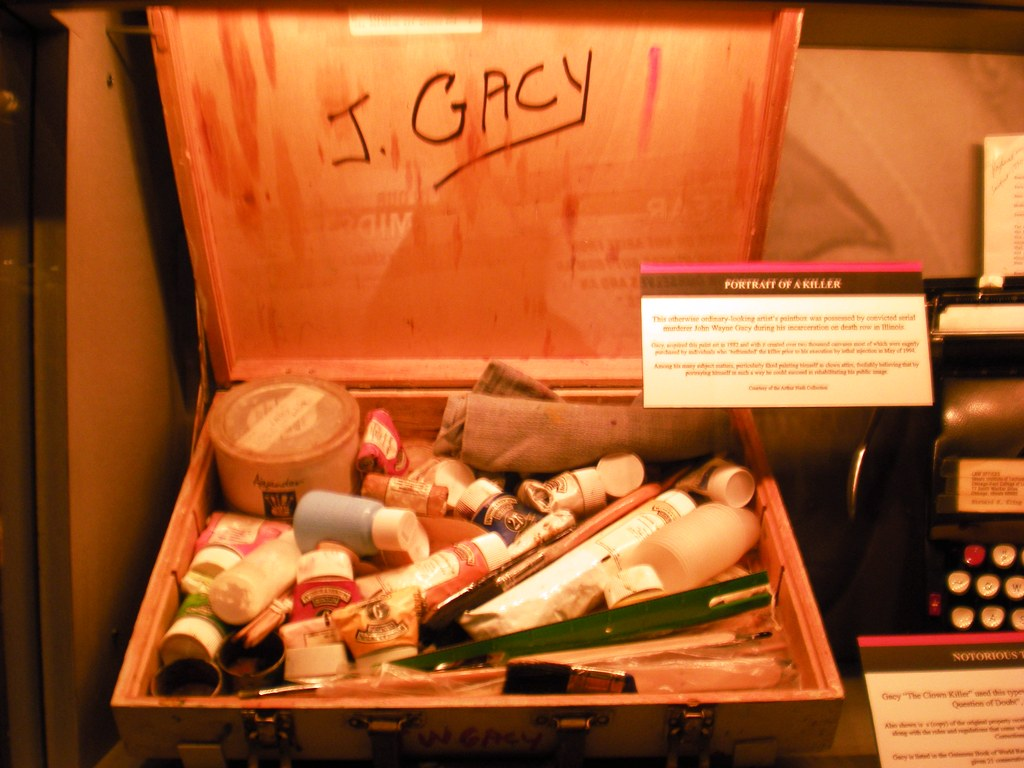
El set de arte utilizado por Gacy durante su estadía en la cárcel. Hoy es exhibido en Washington D. C.

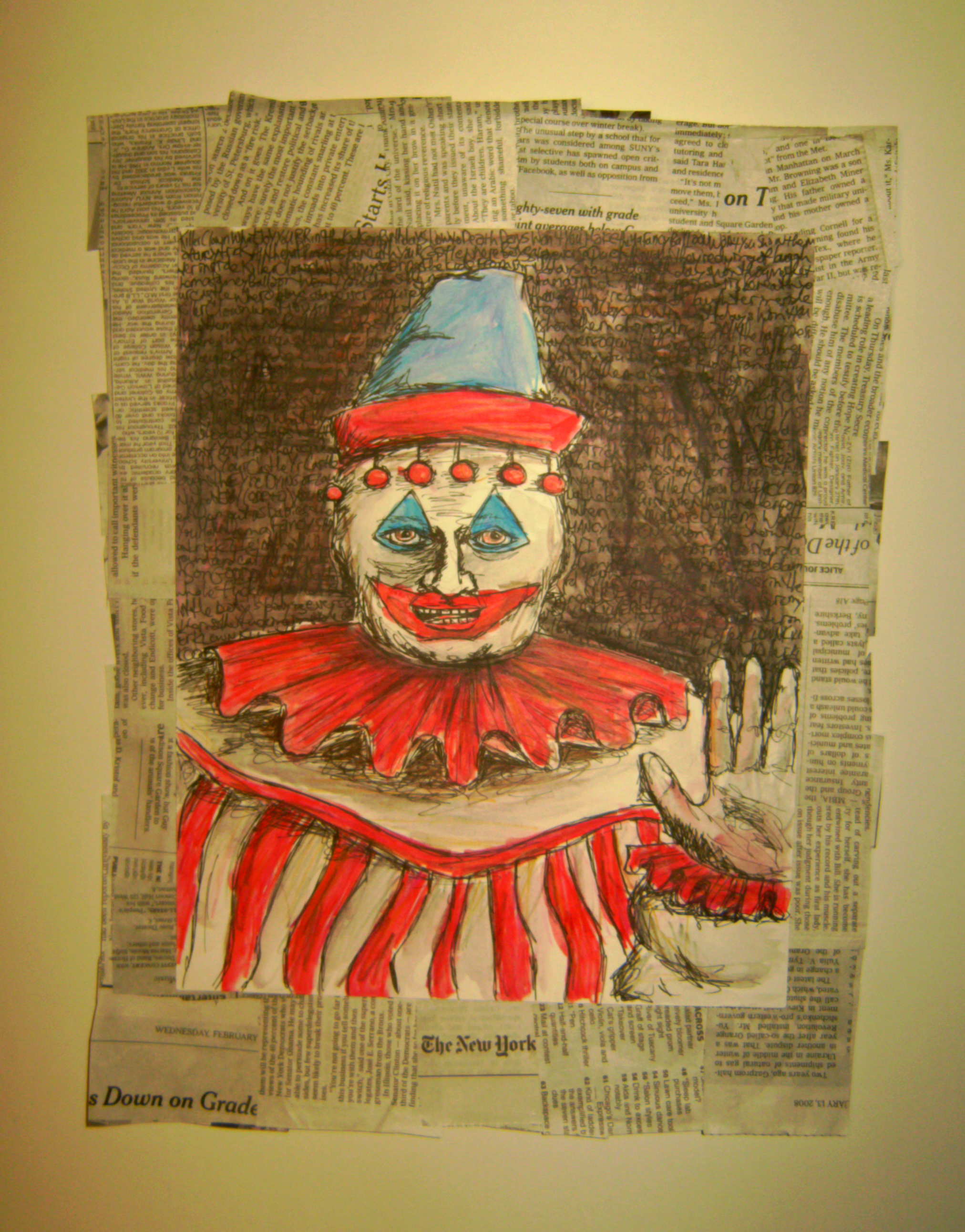
Pintura realizada por Gacy.

Durante los 14 años que pasó en prisión, solía pintar con óleo. Su tema favorito eran los payasos. Dijo que usaba su personaje de payaso como álter ego. Sus pinturas incluyen imágenes de Blancanieves y el asesino en serie Jeffrey Dahmer.
Muchas de sus pinturas se vendieron en una subasta después de su muerte. Una de sus obras más famosas es en la que aparece el cantante punk GG Allin, quien solía visitar a Gacy en prisión y con quien mantenía correspondencia hasta que falleció el 28 de junio de 1993. La pintura ahora es del bajista y hermano de Allin, Merle Allin. Una reproducción de la imagen en blanco y negro puede ser vista en la portada de la banda sonora del documental de GG Allin, Hated: GG Allin and the Murder Junkies.
Sus pinturas también han sido usadas como adorno del álbum de Acid Bath When the Kite String Pops. Gacy hizo pinturas para el artista, músico y actor Glen Meadmore, con quien también mantuvo correspondencia por un tiempo. Un retrato de Meadmore, pintado por Gacy, aparece en la portada de su disco Hot, Horny and Born Again.
Otra de sus pinturas pertenece a Dani Filth, de la banda de metal Cradle of Filth. Lux Interior, cantante de la influyente banda Garage/Rockabilly The Cramps, también mantuvo una relación epistolar con Gacy, llegando éste a obsequiarle un retrato del músico. El cineasta John Waters también posee un cuadro de Gacy que, según él, está colgado en la habitación de huéspedes de su casa, «para que las visitas no se queden demasiado tiempo».

## Víctimas
- Edward Lynch (16), violado en junio de 1967.[9]
- Donald Vorhees (15), violación reiterada desde agosto de 1967 hasta abril de 1968.[9]
- Un joven no identificado (18), apuñalado en enero de 1974.[9] También se sabe que antes de su muerte fue torturado
- Timothy McCoy (16), 2 de enero de 1972.[10]
- John Butkovitch (18), violado y estrangulado el 29 de julio de 1975.[11][9]
- Mike Rossi (16), violado el 22 de mayo de 1976.[9]
- Darrell Samson (18), violado y estrangulado el 6 de abril de 1976.[12][9]
- Randall Reffett (15), violado, torturado y estrangulado el 14 de mayo de 1976.[13][9]
- Samuel Stapleton (14), violado, torturado y estrangulado el 14 de mayo de 1976.[14][9]
- Michael Bonnin (17), violado y estrangulado el 3 de junio de 1976.[13][9]
- William "Billy" Carroll (16), violado, torturado y estrangulado el 13 de junio de 1976.[15][9]
- James Haakenson (16), 6 de agosto de 1976.[16]
- Rick Johnston (17), violado y estrangulado el 6 de agosto de 1976.[14][9]
- Michael Marino (14), 24 de octubre de 1976.[17][18]
- Kenneth Parker (16), 24 de octubre de 1976.[17]
- William Bundy (19), 26 de octubre de 1976.[19]
- Frances Alexander (21), violado, torturado y estrangulado en diciembre de 1976.[20]
- Gregory Godzik (17), violado, torturado y estrangulado el 11 o 12 de diciembre de 1976.[21][9]
- John Szyc (19), violado y estrangulado el 20 de enero de 1977.[22][9]
- Jon Prestidge  (20), violado, torturado y estrangulado el 15 de marzo de 1977.[15][9]
- Matthew Bowman (19), drogado, violado y estrangulado el 5 de julio de 1977.[23][9]
- Robert Gilroy (18),  violado, torturado, golpeado y estrangulado el 15 de septiembre de 1977.[23][9]
- John Mowery (19), violado, torturado y estrangulado el 25 de septiembre de 1977.[23][9]
- Russell Nelson (21), violado y estrangulado el 27 de octubre de 1977.[23][9]
- Robert Winch (16), violado y estrangulado el 11 de noviembre de 1977.[9]
- Tommy Boling (20), violado y estrangulado el 18 de noviembre de 1977[23].[9]
- David Talsma (19), violado, torturado y estrangulado el 9 de diciembre de 1977.[24][9]
- Robert Donnelly (19), violado y torturado durante varias horas hasta que finalmente Gacy se cansó de hacerlo, diciembre de 1977.[9]
- William "Billy" Kindred (19), violado y estrangulado el 16 de febrero de 1978.[25][9]
- Jeffrey Ringall (22), violado, torturado y golpeado durante varias horas hasta que finalmente Gacy se cansó. Fue encontrado con vida y semidesnudo en un parque el 22 de abril de 1978. Jeffery logró dar un mes más tarde con el coche de su torturador y seguirlo hasta su domicilio, lo que resultó fundamental en la investigación.[9]
- Timothy O'Rourke (20), violado, golpeado y estrangulado entre el 16 y 23 de junio de 1978.[26][9]
- Frank Wayne "Dale" Landingin (19), violado, torturado y estrangulado el 4 de noviembre de 1978.[27][9] El cadáver de Landingin apareció el 12 de noviembre en una zona pantanosa, avistado por cazadores de patos. Al igual que la víctima anterior tenía introducida a presión ropa interior en la garganta.
- James Mazzara (21), violado, torturado y asfixiado el 24 de noviembre de 1978.[28][9]
- Robert Piest (15), violado, torturado y estrangulado el 11 de diciembre de 1978.[29][9]

## Gacy en la cultura popular
Las películas, series, canciones y documentales sobre su persona son múltiples, siendo los principales pero no los únicos:
- El documental Conversations with a Killer: The John Wayne Gacy Tapes (2022) dirigido por Joe Berlinger.
- La miniserie documental de seis episodios John Wayne Gacy - Devil in Disguise (2021) dirigida por Rod Blackhurst.
- En la miniserie documental Murder Made me Famous (2018) Gacy fue objeto del primer episodio de la sexta temporada, dirigido por Adam Dietrich.
- La miniserie para TV  John Wayne Gacy: Killer Clown´s Revenge (2019) con Nick Ryan en el papel de Gacy.
- El largometraje Gacy (2003) dirigido por Clive Saunders, con Mark Holton en el papel de Gacy.
- La canción «Pogo» del grupo Patricio Rey y sus Redonditos de Ricota hace referencia en múltiples ocasiones a Gacy, refiriéndose a él como el «payaso asesino».
- Retrato del payaso Pogo en la portada del álbum de la banda americana de sludge metal Acid Bath.
- La canción «Gacy's Lot» de la banda de Death Metal Macabre relata donde se encuentran los cadáveres y los crímenes cometidos por Gacy.
- En la serie Dexter Resurrección, Leon Prater, el coleccionista de trofeos de asesinos seriales, tiene un disfraz de Pogo en su colección.
- También en Dexter, esta vez en la secuela, Pecado Original, se puede ver a John Wayne Gacy durante una fantasía cómica en el episodio 7.